# 장미의 기사 조곡
장미의 기사 조곡 AV.145는 리하르트 슈트라우스의 오페라 장미의 기사 中 주요한 부분을 발췌, 기악 편곡하여 만든 연주회용 조곡이다. 

## 개요
오페라 장미의 기사의 대성공에 따라 슈트라우스는 다방면에서의 요청도 있고해서 그 음악 중에서 인기가 높았던 왈츠를 주체로 하여 연주회용의 관현악곡 ‘장미의 기사 왈츠’을 2곡 썼다. 하나는 3막의 광란의 왈츠(오크스 백작이 영수증을 들고 계산해달라는 여관 주인과 직원들에 둘려사이고 아이들이 아빠라고 불러서 정신이 없는 상황에 나오는 음악)에 의해 1911년에 만들어진 것이다. (제2번, 출판은 1911년, 연주시간은 약 8분). 또 하나는 1막의 전주곡 일부분과 2막의 오크스 백작의 왈츠에서 취한 1944년의 것이다. (제1번, 출판은 1947년, 연주시간은 약 13분). 1944년 제1번 것 쪽이 연주되는 기회가 많다. 이것과는 별도로 ‘장미의 기사’에는 1945년에 아르투르 로진스키가 슈트라우스에게 동의, 허락을 받아 편곡한 교향 형태의 연주회용 조곡이 있다. 이 곡은 1946년 9월 28일 한스 스와로프스키의 지휘로 초연됐고, 이것은 악보가 1945년 부지&호크스 출판사에서 출판된 것으로 앞서 적은 ‘왈츠 1.2번’ 이상으로 오페라에서 들을만한 곳을 모으고 있고, 오페라의 스토리와 관계없이 충분히 즐길 수 있는 음악으로 이루어져 있다. 그리고 우리가 듣는 조곡 中 광란의 왈츠 다음 나오는 종결 코다는 로진스키에게 동의한 슈트라우스가 이 조곡의 종결을 보강하기 위해 새로 작곡한 것이다.

## 악기편성
플루트3(3번은 피콜로 겸함), 오보에3(3번은 잉글리시 호른 겸함), 클라리넷3, 베이스 클라리넷, 바순3(3번은 콘트라바순 겸함), 호른4, 트럼펫3, 트롬본3, 튜바, 팀파니, 큰북, 작은북, 탬버린, 심벌즈, 트라이앵글, 라쳇, 글로켄슈필, 첼레스타, 하프2, 현5부

## 구조
1. 1막 전주곡
2. 장미의 기사 등장과 장미 전달 장면
3. 발자키와 안니나의 고발과 남작의 목격
4. 오크스 남작의 왈츠
5. 2막 서주
6. 피날레 3중창
7. 광란의 왈츠 (남작의 왈츠의 변형)
8. 종결 코다

## 연주시간
- 약 23분 ~ 25분

## 구성
곡은 본 오페라에서 나오는 음악으로 구성되어 있다. 그리고 오페라의 내용을 암시한다. 게다가 여기에서는 오페라의 동기가 응축되여 쓰이고 있어 일종의 서곡(序曲)의 기능을 갖고있다. 10마디의 밝고 힘찬 1막 전주곡으로 시작된다. 이 전주곡에는 여러 가지 동기가 포함되어 있지만, 체초의 동경을 나타내는 듯한 6도의 상행은 그 후에도 여러 번 쓰이고 있다. 그 중에서도 서두의 호른의 동기는 중요하다. 오페라에서는 전주곡이 첼로의 연주로 조용히 끝나면, 원수부인 마르살린의 침실 장면이 되지만, 조곡에서는 바이올린에 이끌러서 2막의 옥타비안과 소피의 유명한 2중창의 선율로 옮아간다. 이것이 고조된 곳에서 템포는 느려지고, 장미의 기사로서 옥타비안이 소피에게 장미를 건넬 때의 선율이 연주된다. 알레그로로 들어가고 나서 마침내 왈츠 템포로 되며, 2막 끝에 남작이 노래하는 밝은 선율이 나타난다. 이렇게 해서 밝은 빈풍의 왈츠가 된다. 모데라토로 속도가 떨어지면, 오보에와 독주 바이올린으로 새롭고 우아한 선율이 등장한다. 이것은 3막의 옥타비안과 소피와 원수부인이 부르는 피날레 3중창에서 취하고 있다. 드디어 사랑의 2중창에 의한 안단테의 선율이 있고 나서, 빠른 3막의 정신없는 광란의 왈츠로 옮겨가고, 타악기까지 가새해 광란이 절정으로 이르다가 트롬본으로 끝나고, 종결 코다가 나오며 광란의 왈츠 끝부분을 연주하면서 클라이맥스를 이루고는 곡을 끝맺는다.

## 참고 문헌
- 《작곡가별 명곡해설 라이브러리》 22권 '슈트라우스' 〈음악지우사〉 (音樂世界)